# Perissomastix mili
Perissomastix mili är en fjärilsart som beskrevs av László Anthony Gozmány. Perissomastix mili ingår i släktet Perissomastix och familjen äkta malar. Inga underarter finns listade i Catalogue of Life.